# Mammillaria glassii
Mammillaria glassii är en kaktusväxtart som beskrevs av R.A. Foster. Mammillaria glassii ingår i släktet Mammillaria och familjen kaktusväxter. Inga underarter finns listade i Catalogue of Life.

## Bildgalleri

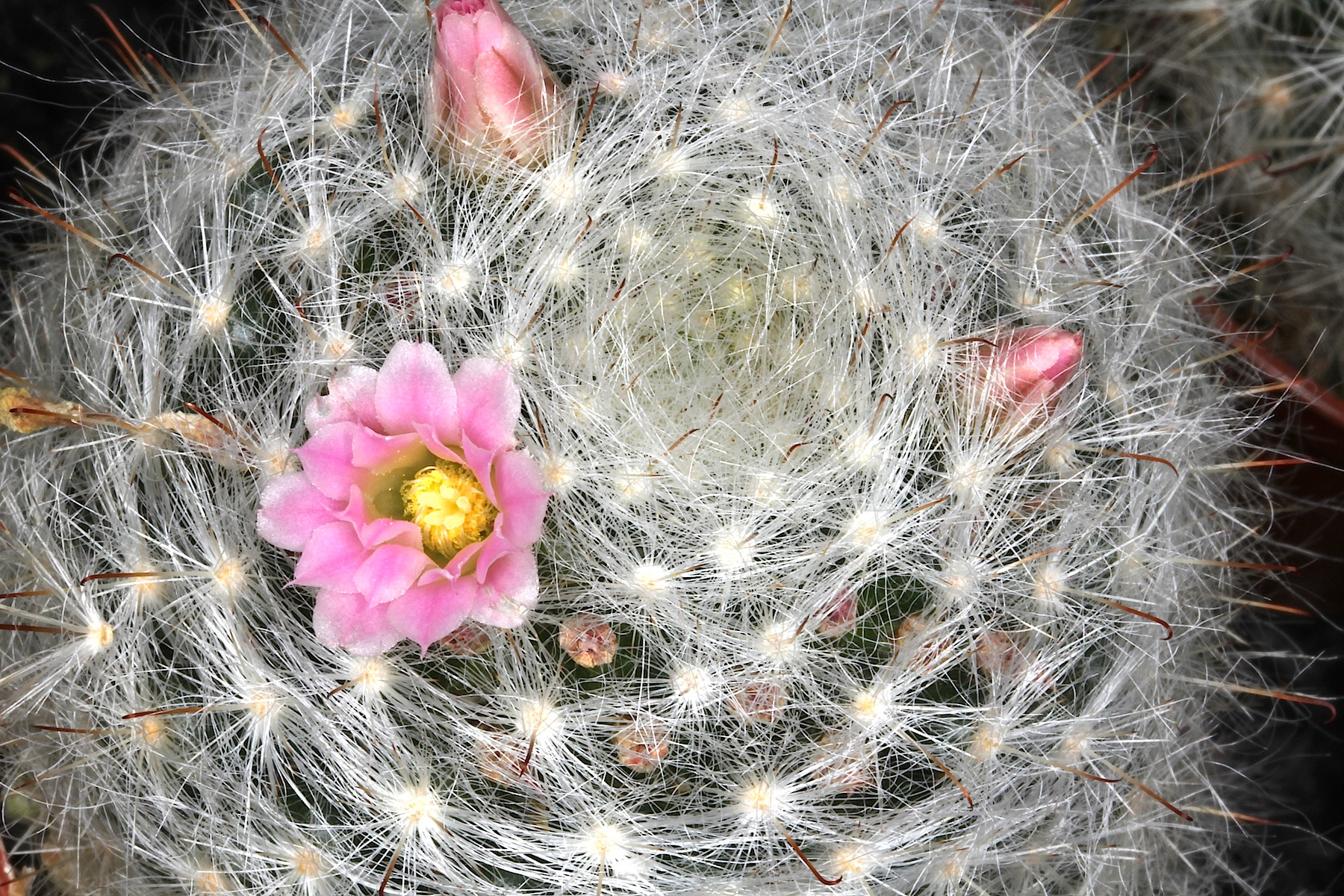